# Algernon
Algernon /ˈældʒə(r)nən/ ist ein englischer Vorname für Männer.

## Bekannte Namensträger
- Algernon Blackwood (1869–1951), englischer Autor, Esoteriker und Theosoph
- Algernon Kingscote (1888–1964), britischer Tennisspieler
- Algernon Paddock (1830–1897), US-amerikanischer Politiker
- Charles Algernon Parsons (1854–1931), englischer Maschinenbauer
- Algernon Percy, 10. Earl of Northumberland (1602–1668), englischer Peer, Militär und Politiker
- Algernon Sidney (1623–1683), englischer Politiker und politischer Philosoph
- Algernon Charles Swinburne (1837–1909), englischer Dichter und Autor
- Algernon Thomas (1857–1937), englischer Geologe und Biologe

- Algernon Walker-Heneage-Vivian (1871–1952), britischer Admiral
- Algernon G. Walker (1921–1997), US-amerikanischer Filmproduzent

## Fiktive Personen
- Algernon Moncrieff, eine Figur aus Oscar Wildes Komödie The Importance of Being Earnest